# Óscar Landerretche Moreno
Óscar Landerretche Moreno (Santiago, 19 de octubre de 1972) es un economista, académico, investigador y consultor chileno. Entre 2014 y 2018, fue presidente del directorio de la Corporación Nacional del Cobre (Codelco), la mayor productora de cobre del mundo. Su especialización abarca la macroeconomía, economía laboral y la economía política, entre otras áreas. Además, ha colaborado con los expresidentes Eduardo Frei Ruiz-Tagle y Michelle Bachelet. En 2018, debutó como autor de literatura infantil.

## Familia y estudios
Hijo del economista y político socialista Óscar Landerretche Gacitúa y Trini Moreno, sin todavía haber cumplido el año, marchó al exilio con su familia tras el golpe de Estado en chile de 1973 encabezado por Augusto Pinochet que el 11 de septiembre de 1973 derrocó al presidente Salvador Allende.
Poco después de la caída del gobierno de la Unidad Popular, la familia se refugió en la embajada de Colombia en 1974 lograron salir a Bogotá, donde sus padres tuvieron que trabajar en lo que pudieron, hasta que consiguieron una beca para irse a Oxford estudiar. Más tarde ingresó en la Longlevens Junior School, una escuela pública de Gloucester, ciudad ubicada unos 150 km al oeste de Londres. Allí se empapó de las ideas de izquierda del Partido Laborista, colectividad que tenía un gran arraigo en los círculos que frecuentaba tanto él como su familia. Posteriormente su familia volvió a Colombia, donde Landerretche vivió los ochenta y estudió en el Colegio San Carlos y luego en la Universidad de los Andes de Bogotá.
En 1990, de regreso en Chile, comenzó a militar en el Partido Socialista y al año siguiente ingresó en la Universidad de Chile, donde se tituló en 1995 como ingeniero comercial con mención en economía. Posteriormente, entre 1999 y 2001, recibió una beca del Instituto Tecnológico de Massachusetts (MIT), donde obtuvo un PhD en Economía en 2003.

## Carrera profesional y pública
Comenzó su vida laboral como analista en el Banco Central de Chile. En 2004, fue director fundador de la maestría en Políticas Públicas de su alma mater y hasta 2010 coordinó su Programa Conjunto en Políticas Públicas con la Universidad de Chicago.
En 2005, asumió como secretario ejecutivo de la fase primaria de la campaña presidencial de Michelle Bachelet. Formó parte de Consejo Asesor Financiero del Ministerio de Hacienda en 2007 y, en agosto del mismo año, se convirtió en el secretario ejecutivo del Consejo Asesor Presidencial sobre Trabajo y Equidad, donde estaría hasta mayo del 2008.

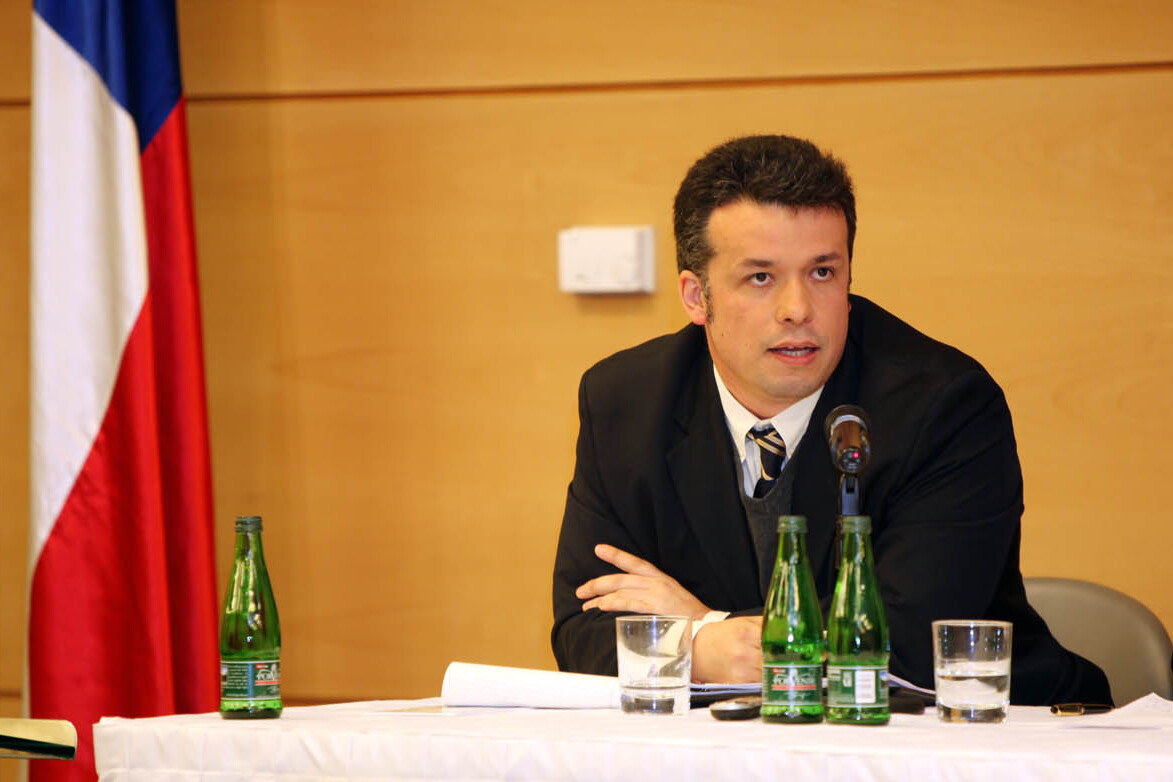
Landerretche en 2009.

A comienzos de 2009, se incorporó al comando presidencial de Eduardo Frei Ruiz-Tagle, quien buscaba por segunda vez alcanzar la presidencia de Chile representando a la centroizquierdista Concertación de Partidos por la Democracia. A mediados de ese año fue ascendido de «encargado económico» a «coordinador programático», convirtiéndose en hombre clave de la campaña del senador democratacristiano.
Tras la derrota de Frei Ruiz-Tagle ante el empresario Sebastián Piñera, se concentró en sus labores académicas y de consultor en economía. En el 2010 fue miembro del Comité de Expertos del PIB Tendencial, y entre los años 2012 y 2014 fue director de la Escuela de Economía y Administración de la Facultad de Economía y Negocios de la Universidad de Chile (2012-2014). En dicho período, impulsó una profunda reforma curricular en la carrera de Ingeniería Comercial, inspirada en el modelo del libro y plataforma interactiva para la enseñanza de a economía CORE-ECON, proyecto del que forma parte como miembro del comité directivo.
Landerretche volvió a apoyar a Bachelet en los comicios de 2013 y en mayo de 2014 fue nombrado presidente de la minera estatal Codelco, reemplazando a Gerardo Jofré; dejó el cargo en mayo de 2018, después de que asumiera Piñera su segundo mandato presidencial. Es profesor de la Facultad de Economía y Negocios de la Universidad de Chile.
A sus numerosas publicaciones científicas sobre economía, se suman la publicación de los libros El Chile que se viene (2011, junto con el expresidente Ricardo Lagos Escobar); Vivir juntos. Economía, política y ética de lo comunitario y lo colectivo" (2016), Chamullo, obra de 2017 en el que aborda el tema de la posverdad, y Chacota. La república en la era del populismo (2019).

## Escritor
En 2018 debutó en la literatura infantil con Tete y Leonel en la huelga de los animales, un libro en verso para niños, publicado por Planeta e ilustrado por Daniela Fernández, dedicado a su hijo mayor. Dos años después, lanzó Pelusa y Leonel contra el circo clandestino, dedicado a su segunda hija. Planea escribir otros dos libros infantiles para sus dos hijos menores.

## Vida personal
Casado y padre de cuatro hijos, se describe como "fanático del fútbol, tuitero impenitente y voraz consumidor de literatura".

### Atentado
El 13 de enero de 2017 sufrió un atentado explosivo al recibir un paquete bomba en su hogar en La Reina. Como resultado, sufrió heridas leves, mientras que su asesora del hogar y su hija menor presentaron trauma acústico.
Al día siguiente, un grupo ecoterrorista autodenominado Individualistas Tendiendo a lo Salvaje, que afirmó no identificarse como anarquista y actuar para «vengar» la «devastación de la tierra», se adjudicó el atentado mediante una declaración en la que justificaban sus acciones e incluían imágenes del artefacto explosivo utilizado.
Tras ser dado de alta, Landerretche declaró: "Si hay alguien que por ahí cree (...) que vamos a actuar en forma diferente a como hemos estado actuando, respecto a establecer buenas prácticas, probidad, control al lobby, en la empresa que es de todos los chilenos, se equivoca profundamente". Las autoridades gubernamentales no atribuyeron oficialmente la autoría del atentado a ninguna persona o grupo específico, y un año después la investigación permanecía estancada. Sin embargo, un nuevo atentado en Santiago en 2019, reivindicado por el mismo grupo ecoterrorista, reactivó las investigaciones en torno al intento de asesinato de Landerretche. Finalmente, el 19 de octubre de 2022, Camilo Gajardo Escalona fue condenado a 45 años de cárcel por homicidio frustrado contra Landerretche, entre otros crímenes.